# Старо-Село (Сливенська область)
Ста́ро-Се́ло (болг. Старо село) — село в Сливенській області Болгарії. Входить до складу общини Сливен.

## Населення
За даними перепису населення 2011 року у селі проживали 188 осіб.
Національний склад населення села:
| Національність   | Кількість осіб | Відсоток |
| ---------------- | -------------- | -------- |
| болгари          | 176            | 98,3 %   |
| турки            | 0              | 0 %      |
| цигани           | 0              | 0 %      |
| інша             | 3              | 1,7 %    |
| не визначились   | 0              | 0 %      |
| Всього відповіли | 179            |          |

Розподіл населення за віком у 2011 році:
Динаміка населення: